# Мексикано-южноафриканские отношения
Мексикано-южноафриканские отношения — двусторонние дипломатические отношения между Мексикой и ЮАР. Обе страны являются членами G-20 и Организации Объединённых Наций.

## История

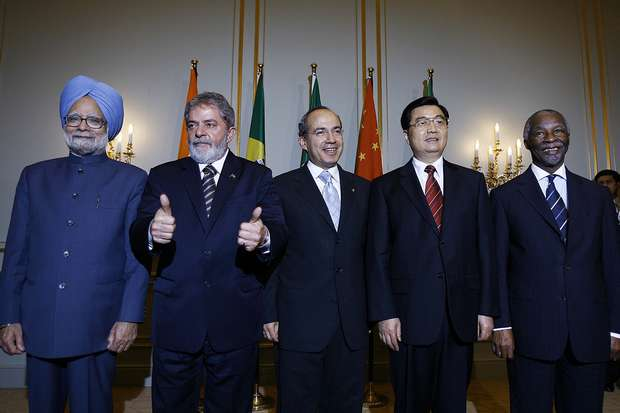
Бывшие Президенты Фелипе Кальдерон и Табо Мбеки посещают саммит G-5 в 2007 году

До 1993 года, Мексика отказывалась признавать правительство Южной Африки легитимным из-за Мексиканской правительственной позиции против апартеида. В 1991 году, Нельсон Мандела, руководитель Африканского национального конгресса посетил Мексику, таким образом прокладывая путь для формальных дипломатических отношений, которое будет основано 26 октября 1993 года. В 1994 году обе страны установили дипломатические миссии в столицах друг друга соответственно.
Мексика и ЮАР тесно сотрудничают друг с другом в многосторонних форумах. Обе страны также сотрудничают в научной и образовательной кооперации в решении вопросов социального обеспечения. В 2010 году Мексика и Южная Африка подписали «план действий» по отношению к приоритетному развитию таких отношений в различных областях, составляющих двусторонние отношения.

## Государственные визиты
Визиты Президентов Мексики в Южную Африку
- Президент Висенте Фокс (2002)
- Президент Фелипе Кальдерон (2010)
- Президент Энрике Пенья Ньето (2013)

Визиты Президентов Южной Африки в Мексику
- Президент Нельсон Мандела (1991)
- Президент Табо Мбеке (2002)
- Президент Джейкоб Зума (2010 & 2012)

## Торговля
В 2014 году общий объём торговли между двумя странами составил 518 миллионов долларов США. Мексика в Южной Африке является третьим по величине торговым партнером из Латинской Америки и ЮАР в Мексике является крупнейшим торговым партнером из Африки.

## Дипломатическое представительство
- Мексиканское посольство находится в Претории[4].

- Южноафриканское посольство находится в Мехико[5].